# The Ellipse
The Ellipse (« L'Ellipse ») est un parc de près de 210 000 m2 situé au sud de la Maison-Blanche et au nord de Constitution Avenue et du National Mall.
The Ellipse est dans les faits le nom de la rue en ellipse qui se situe dans le parc.
L'ensemble du parc, qui comporte divers monuments, est ouvert au public et fait partie du parc du Président. Il est à ce titre aussi appelé President's Park South.

## Monuments
On trouve notamment dans l'Ellipse :
- Un pavillon des visiteurs avec toutes les commodités et des rangers et des volontaires du National Park Service
- Le Boy Scout Memorial par Donald De Lue
- Bulfinch Gatehouses par Charles Bulfinch
- La Butt–Millet Memorial Fountain par Daniel Chester French
- Les Enid Haupt Fountains
- Le First Division Monument par Daniel Chester French
- Le Second Division Memorial, réalisé par James Earle Fraser
- L'Original Settlers of the District of Columbia Memorial, par Carl Mose
- Le National Christmas Tree
- Le Zero Milestone, point zéro des distances routières aux États-Unis, situé au nord.